# Taniec cieni
Taniec cieni – jedenasty album zespołu The Analogs, wydany na płycie CD oraz płycie gramofonowej. Wydawcą jest wytwórnia Jimmy Jazz Records.

## Lista utworów
1. Luca Brasi (1:47)
2. Głupi i źli (2:36)
3. Taniec cieni (3:59)
4. Stała kontrola (2:29)
5. Co warte jest życie (3:04)
6. Błędy (2:22)
7. Wierny jak Zawisza (2:41)
8. Diabelski młyn (2:12)
9. Bezsenność w portowym mieście (2:23)
10. Halucynacje (3:39)
11. Zjebany weekend (2:26)
12. Wracaj do domu (2:05)
13. Plastikowy Jezus (3:26)